# Flexiguretat
La flexiguretat (o flexiseguretat) és un concepte originari del marc laboral danès derivat de la combinació dels conceptes flexibilitat i seguretat com a sistemàtica reguladora i conciliadora de les sinergies entre els agents del marc de treball. Es configura com una estratègia política encaminada a aconseguir un mercat de treball parcialment flexible, que alhora asseguri el benestar mitjançant la protecció transversal de l'individu.

## Els pilars
- Flexibilitat a l'hora de contractar i acomiadar
- Alta protecció social pels aturats
- Política de formació i reinserció laboral molt activa

Els individus treballadors de l'estat del benestar han d'estar disposats a adaptar-se al que en cada moment necessiti el mercat. Per aquest motiu s'articulen mesures de formació contínua, especialment focalitzant esforços en el col·lectiu no actiu.
Donats els models econòmics públics, el cost de posada en marxa d'aquest model és molt alt tant des del punt de vista del mateix sistema com pel cost de manteniment per part dels individus.